# Gay Bombay
Gay Bombay es una organización social LGBTQ de Bombay (India) que promueve los derechos LGBT en el país. Fue fundada en 1998. La organización trabaja para crear conciencia sobre los derechos de los homosexuales a través de talleres, proyecciones de películas y fiestas. La organización tiene como objetivo crear un espacio seguro para la comunidad LGBT.

## Historia
Gay Bombay fue fundada en 1998. Es uno de los grupos de apoyo a los homosexuales más antiguos de Bombay y lleva organizando fiestas en diferentes clubes desde el año 2000.

## Actividades
Gay Bombay organiza diversos eventos LGBT, como fiestas de baile, picnics, festivales de cine, proyecciones de películas, reuniones de padres, senderismo, cocina, almuerzos de citas rápidas, sesiones de asesoramiento, encuentros, reuniones y debates sobre temas como el VIH/SIDA y las relaciones.
En julio de 2009, Gay Bombay organizó una fiesta para celebrar el veredicto del Tribunal Superior de Delhi sobre la despenalización de la homosexualidad en la India. En 2008, Gay Bombay creó los premios Queer Media Collective Awards para reconocer y honrar el apoyo de los medios de comunicación al movimiento LGBT en la India.
Organiza un concurso de talentos todos los años, Gay Bombay Talent Show, para brindar una plataforma a los artistas LGBT.
En mayo de 2017, Gay Bombay rindió homenaje a Dominic D'Souza, el primer activista contra el sida de la India, al mostrar un cortometraje sobre Positive People, una ONG fundada por D'Souza.